# Bémécourt (cheval)
Pour l’article homonyme, voir Bémécourt.
Bémécourt (1901-1922) est un cheval de course né dans l'Orne, un Anglo-normand de type trotteur. C'est l'un des étalons fils du raceur Fuschia qui donnent naissance au véritable Trotteur français. 

## Histoire
Il naît en 1901 au Haras des Rouges-Terres, dans l'Orne chez l'éleveur Jacques Olry, qui était maire de la commune de Bémécourt, dans l'Eure.
Il effectue une très belle carrière sportive avec Léon Olry Roederer. Au contraire d'autres étalons trotteurs de l'époque, son propriétaire refuse l'offre d'achat des Haras nationaux, et garde Bémécourt comme reproducteur dans son propre haras. Il devient tête de liste des étalons trotteurs entre 1911 et 1920.
Il meurt d'une embolie le 3 mai 1922, après avoir sailli la jument Tunisie.

## Origines
La mère de Bémécourt, Ergoline, est officiellement une fille de l'étalon Écho, mais elle est officieusement issue de l'étalon chef de race Phaéton : le personnel des Haras manquait de cartes de saillie pour Phaéton, si bien qu'une carte d'Écho fut donnée pour la saillie de la mère d'Ergoline, Camélia. La jument Camélia devait initialement être vendue comme remonte militaire, mais son propriétaire M. Friquet l'a gardée comme poulinière en raison d'un prix d'achat insuffisant.

## Descendance
La lignée de Fuschia se poursuit surtout grâce à trois fils de Bémécourt : Intermède, Kalmouk et Ontario.